# Keep Hope Alive
«Keep Hope Alive» (с англ. — «Сохраняй надежду») — композиция в жанре брейкбит американского электронного дуэта The Crystal Method, выпущенная как первый сингл c их дебютного студийного альбома Vegas.

## О сингле
Релиз «Keep Hope Alive» состоялся 1 октября 1996 года на лейбле City of Angels; 10 июля 2001 увидело свет переиздание сингла, но уже на Moonshine Music.
«Keep Hope Alive» является популярной композицией The Crystal Method и нередко используется в фильмах, компьютерных играх, телепередачах и рекламе. Так, например, трек звучит в фильме «Убийцы на замену». Также «Keep Hope Alive» вошла в саундтрек к играм FIFA 98: Road to World Cup, Project Gotham Racing 4 и Motor Mayhem. Кроме того, композиция использована как заглавная тема американского сериала «Третья смена».
Видеоклип для «Keep Hope Alive» снят Дагом Лайманом.

## Список композиций
Оригинальное издание
1. «Keep Hope Alive» (There Is Hope Mix)
2. «Keep Hope Alive» (Trip Hope Mix)
3. «More»
4. «Now Is the Time» (The Olympic Mix)
5. «The Dubeliscious Groove» (Fly Spanish Version)

Переиздание 2001 года
1. «Keep Hope Alive» (There Is Hope Mix)
2. «Keep Hope Alive» (Trip Hope Mix)
3. «More '99 Mix»
4. «Now Is the Time» (The Olympic Mix) (Live)
5. «Now Is the Time» (Secret Knowledge Overkill Mix)
6. «The Dubeliscious Groove» (Fly Spanish Version)

## Участники записи
The Crystal Method
- Скотт Керкленд — синтезатор, программинг, продюсирование
- Кен Джордан — синтезатор, программинг, продюсирование

## Позиции в чартах
| Чарт (1996)          | Высшая позиция |
| -------------------- | -------------- |
| UK Singles Chart     | 71             |
| Hot Dance Club Songs | 14             |

## Дополнительные факты
- Вокальные семплы для песни взяты из речи Джесси Джексона, прозвучавшей в 1992 году и получившей название «You Do Not Stand Alone» (с англ. — «Ты не одинок»)[6].
- Концертная версия «Keep Hope Alive» представлена на концертном сборнике Family Values Tour 1999 CD.